# Западная Джерси
Провинция Западная Джерси (англ. Province of West Jersey) — английская колония в Северной Америке, существовавшая в 1676—1702 годах.
В 1665 году герцог Йоркский получил королевскую хартию на колонию, территория которой включала бывшие Новые Нидерланды и земли современного штата Мэн. В обмен на помощь с долгом герцог Йоркский передал часть колониальных земель между реками Делавэр и Гудзон Джорджу Картерету; эти земли получили название Нью-Джерси в честь острова Джерси, родом с которого была мать Картерета. Другая часть будущей провинции Нью-Джерси была продана герцогом Йоркским своему близкому другу лорду Джону Беркелею, барону Стрэттон. Собственники продолжали жить в Англии, а обе частные колонии управлялись единым губернатором.
В 1673 году во время третьей англо-голландской войны регион был снова захвачен голландцами, но в 1674 году вновь вернулся в руки англичан. Испытывавший финансовые трудности Беркелей продал свою колонию двум английским квакерам — Джону Фенвику и Эдварду Биллинджу. В 1676 году между Картеретом и квакерами было достигнуто соглашение о раздельном управлении колониями — так появились Восточная и Западная Джерси.
Биллиндж испытывал финансовые затруднения, и поэтому в результате переговоров с участием Уильяма Пенна он и Фенвик продали часть своих прав другим людям, в результате чего образовалась компания собственников Западной Джерси. Хотя Биллиндж и был формальным губернатором Западной Джерси, сам он так никогда в жизни там и не побывал, а колонией управляли назначаемые им заместители.
В 1686 году был образован Доминион Новая Англия, который возглавил Эдмунд Эндрос. В 1688 году в состав Доминона были включены и обе Джерси. В связи с их значительной удалённостью от Бостона, где Эндрос устроил свою резиденцию, этими территориями стал управлять из Нью-Йорка лейтенант-губернатор Фрэнсис Николсон. Летом 1688 года Эндрос совершил поездку сначала по Нью-Йорку, а затем по Джерси. Управление в Джерси осложнялось тем фактом, что собственники земли, чьи хартии были отозваны, сохранили свою собственность, и подавали Эндросу петиции по поводу традиционных прав маноров.
В 1688 году в Англии произошла «Славная революция», и на английский трон сели Вильгельм III Оранский и Мария II. После того, как слухи о событиях в Англии достигли Америки, произошло Бостонское восстание, и должностные лица Доминиона, включая Эндроса, Рэндольфа и Дадли, были арестованы, а местные власти каждой из бывших колоний вернулись к прежним формам правления.
Пока шли эти пертурбации, Биллиндж скончался в 1687 году, а его права были выкуплены у его наследников придворным врачом Дэниэлем Коксом. Хотя он также формально был назначен губернатором, он тоже никогда не выезжал в колонии, хотя и вкладывал средства в заокеанские предприятия (в частности, именно он открыл первую в Нью-Джерси гончарную мануфактуру, выпускавшую товар в промышленных масштабах).
В 1692 году губернатором обеих Джерси стал Эндрю Гамильтон, во время администрации которого была создана первая колониальная почтовая служба. Однако в 1696 году Английский Парламент принял Навигационный акт, в соответствии с которым общественные посты могли занимать лишь уроженцы Англии, и Гамильтон, родившийся в Шотландии, был смещён. Однако сменивший его Иеремия Бассе оказался настолько некомпетентен, что в 1699 году Гамильтон вновь стал губернатором обеих Джерси (к тому времени было решено, что Навигационный акт не распространяется на уроженцев Шотландии).
В конце 1690-х годов собственники колоний, видя плохое управление ими, продали свои права на обе Джерси правительству. В 1702 году королева Анна, взойдя на престол, объединила Восточную и Западную Джерси в единую колонию, и сделала её коронной колонией.